# Gonçalo Martins de Abreu
A chegada dos Abreus em Portugal é confusa, mas todos os autores são unânimes em dizer que essa família tem uma origem francesa, e que o seu fundador era Gonçalo de Abreu ou (Gonzague d'Évreux).

## Biografia
Pedro Afonso, conde de Barcelos,  no seu  livro de Linhagem, fala dum Gonçalo Roiz (Rodrigues) de Auvreu (Abreu) que casou com D. Mencia Roiz. E conta a historia engraçada do futuro sogro de Gonçalo estar acidentalmente a pé na batalha do Porto, pediu um cavalo e Gonçalo ofereceu-lhe o seu, na condição de ser o seu futuro genro. Assim Gonçalo de Abreu faria parte da Armada dos Gascões, armada francesa que foi determinante na reconquista do Porto em 990.

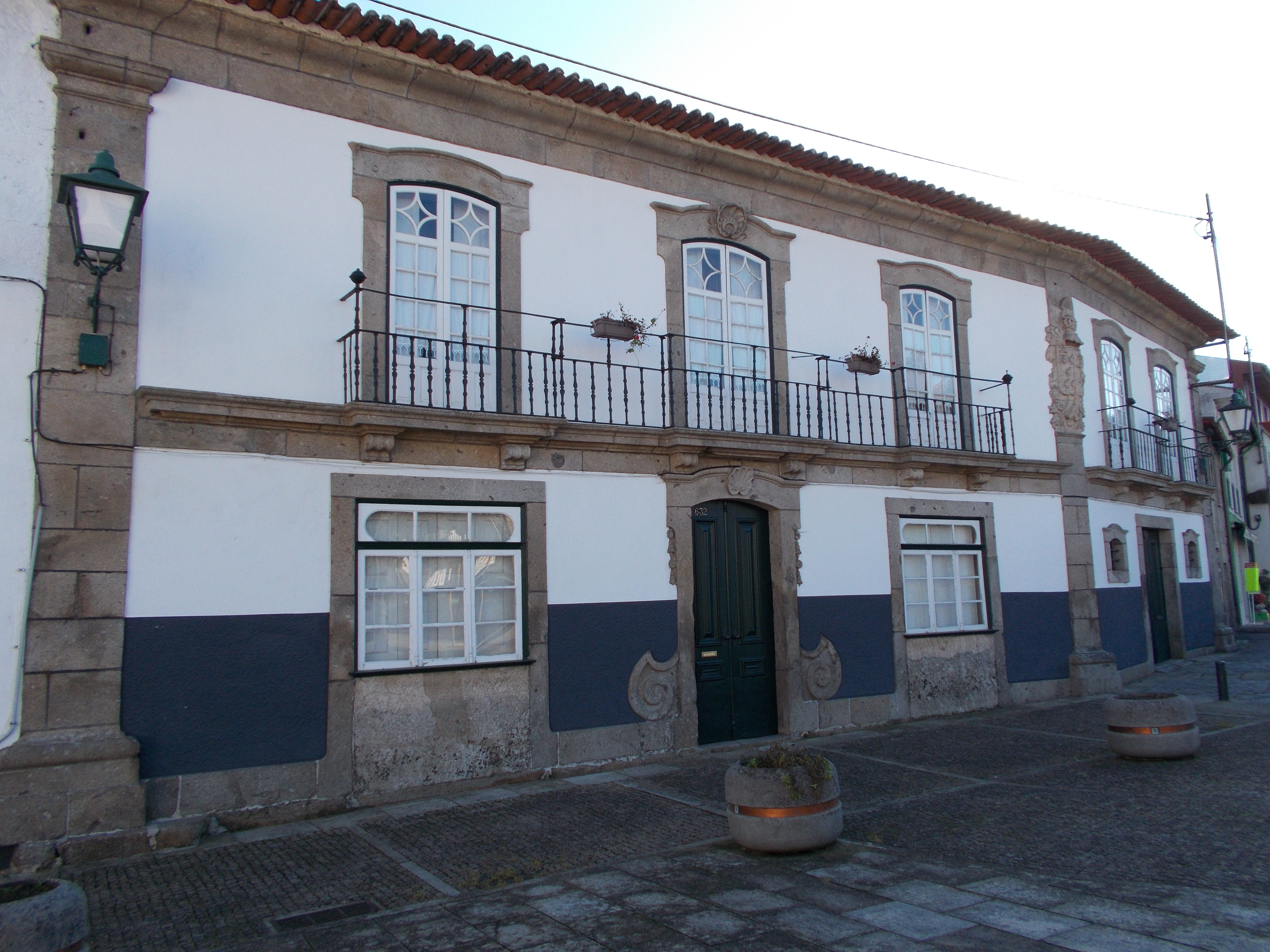
Paço dos Abreus

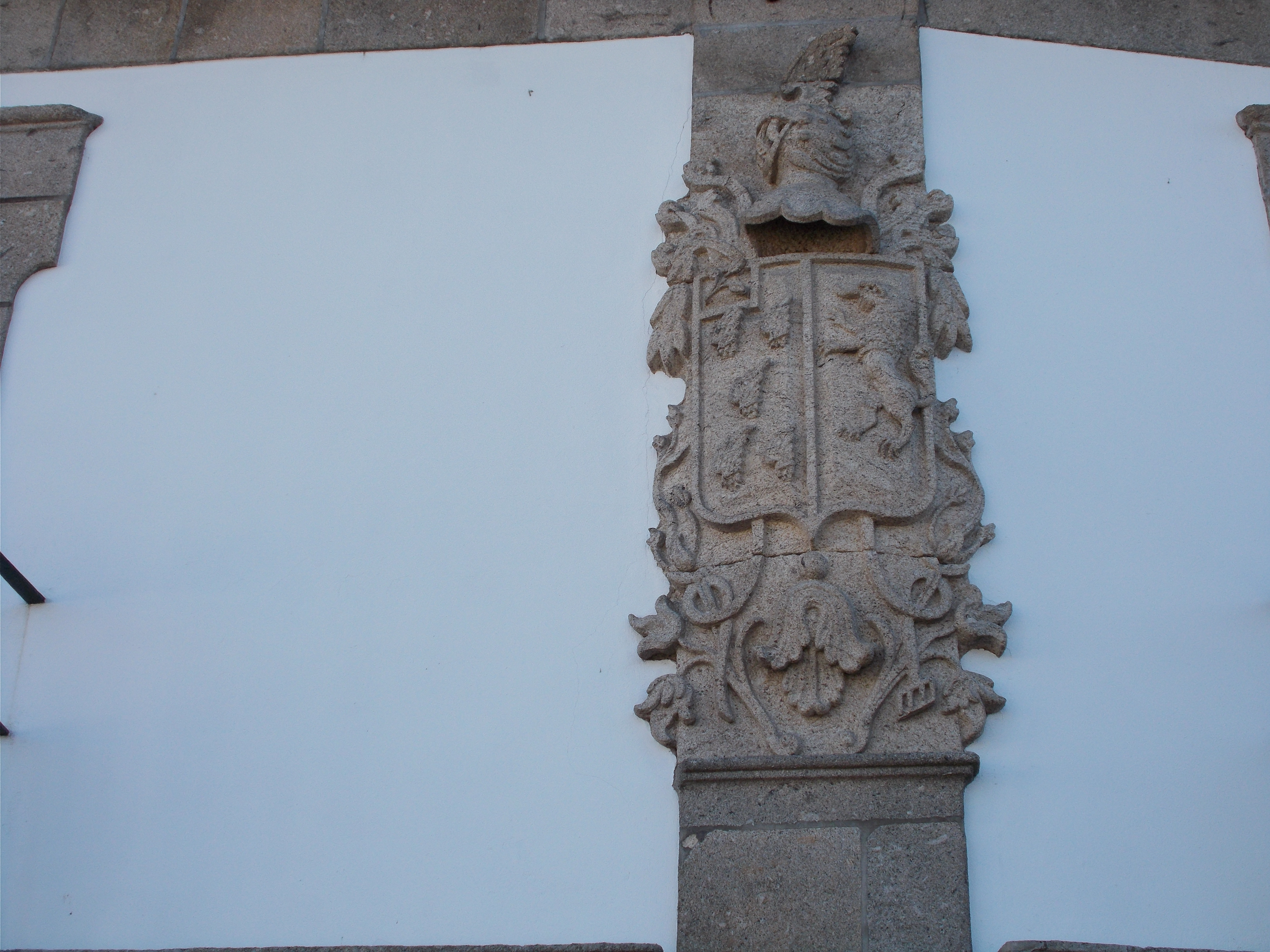
Brasão no paço dos Abreus

Felgueiras Gayo conta uma versão mais credível dum Gonçalo Martins de Abreu descendente dos condes de Évreux na Normandia (França) (e de Rolão primeiro duque de Normandia), que veio para Portugal no tempo do conde Henrique de Borgonha  foi companheiro do Conde, Mordomo-mor de Dona Teresa de Leão terá recebido uma doação dela em 1112, ano em que morreu o Conde. Foi general no Torneio de Arcos de Valdevez,  ou por outros como Gayo, na batalha de Arcos de Valdevez dita da Veiga da matança, por aí ter morrido muitos castelhanos, explicando que ela foi ganha "pella industria do dito Gonçalo Mz q armou huas certas grades, em q cahirão os castelhanos" (certamente buracos fundos escavados no chão e cobertos com umas grades de lenha fina ou giesta e folhas). A crónica dos Godos do fim do Século XII diz que assim:
" Estes prenderam Fernando Furtado, irmão do imperador e o cônsul Pôncio de Cabreira, Vermudo Peres e Varela, filho de Fernando Joanes, irmão de Paio Curvo, e Rodrigo Fernandes, pai de Fernando Rodrigo, e Martinho Cabra, sobrinho do cônsul D. Pôncio, e outros muitos que com eles vinham". A captura do irmão do Imperador  Afonso VII de Leão  e Castela foi determinante para garantir a paz e a retirada dos Castelhanos. Como recompensa, o rei D. Afonso Henriques fê-lo senhor de Grade (Arcos de Valdevez) onde ergueu a Torre de Grade, de Lapela (Monção) (o filho ergeu aí a  Torre de Lapela), deu-lhe uma quinta na freguesia de Merufe , concelho de Monção,  onde havia um lugar chamado de Grade, aí situava-se a Torre de Abreu, com couto e honra do mesmo nome. Deu-lhe também uma quinta na freguesia de Coucieiro concelho de Vila Verde, conhecida como quinta do Paço ou de D. Sapo. Foi enfim senhor de São Fins, e do Pico de Regalados . Nessa última vila ainda existe o Paço ou Solar dos Abreus , reconstruido no século XVIII,  no sitio do Paço medieval.

Álvaro Ferreira de Vera, nas notas do Livro de Linhagem do Conde de Barcelos, diz que "desta família descendem quase todas as famílias Titulares de Portugal e muitas de Castela". Essa família foi durante muito tempo Senhores de Regalados, até 1640 em que Pedro Gomes de Abreu "passou a Castela no tempo do Rey D. João IV onde o fizerão Conde de Regalados”.

### Lenda
Na freguesia de Couciero existe a lenda de D. Sapo, (há outra lenda de D. Sapo parecida na freguesia de Cardielos, Viana do Castelo), alcunha dada a Gonçalo d’Évreux, que terá introduzido na suas terras o direito da primeira noite, ou da pernada muito praticado em França.
“Conta a lenda que há muitos anos viveu na freguesia de Coucieiro um fidalgo dominador das suas terras e daqueles que as trabalhavam. Representava o Rei.
Encontrando-se o Rei tão afastado da povoação, o tal fidalgo (Dom Sapo) mandou anunciar que iria dormir com todas as noivas que fossem do seu domínio, depois dos respetivos casamentos. Se a noiva se recusasse a dormir com ele apanhava uma multa que durante a vida toda não a conseguiria pagar; era uma multa muito pesada!
Certo dia, um alfaiate encantou-se por uma dessas noivas … Quando foi avisado da ordem de Dom Sapo, pensou numa maneira de a evitar: apresentar-se ao fidalgo, vestido de noiva e liquidá-lo. Se bem o pensou, melhor o fez e com a sua arma – a tesoura – matou o Dom Sapo. Temendo a sua morte, como represália, foi à procura do Rei para lhe confessar o seu crime.
Chegado ao Rei, o alfaiate disse:
– Venho pedir a Vossa Majestade que me absolva, pois lá para a região de Regalados... matei um sapo.
O Rei pensou e olhando para tão modesta confissão, disse:
– Se mataste um sapo é menos um, estás perdoado …
O alfaiate ganhou novo fôlego e continuou:
– Pois, mas esse sapo era o Fidalgo lá da nossa terra, que talvez abusando dos privilégios, queria dormir com a minha noiva …
O Rei, olhou para ele, e disse:
– Estás perdoado! Palavra de Rei não volta atrás. 

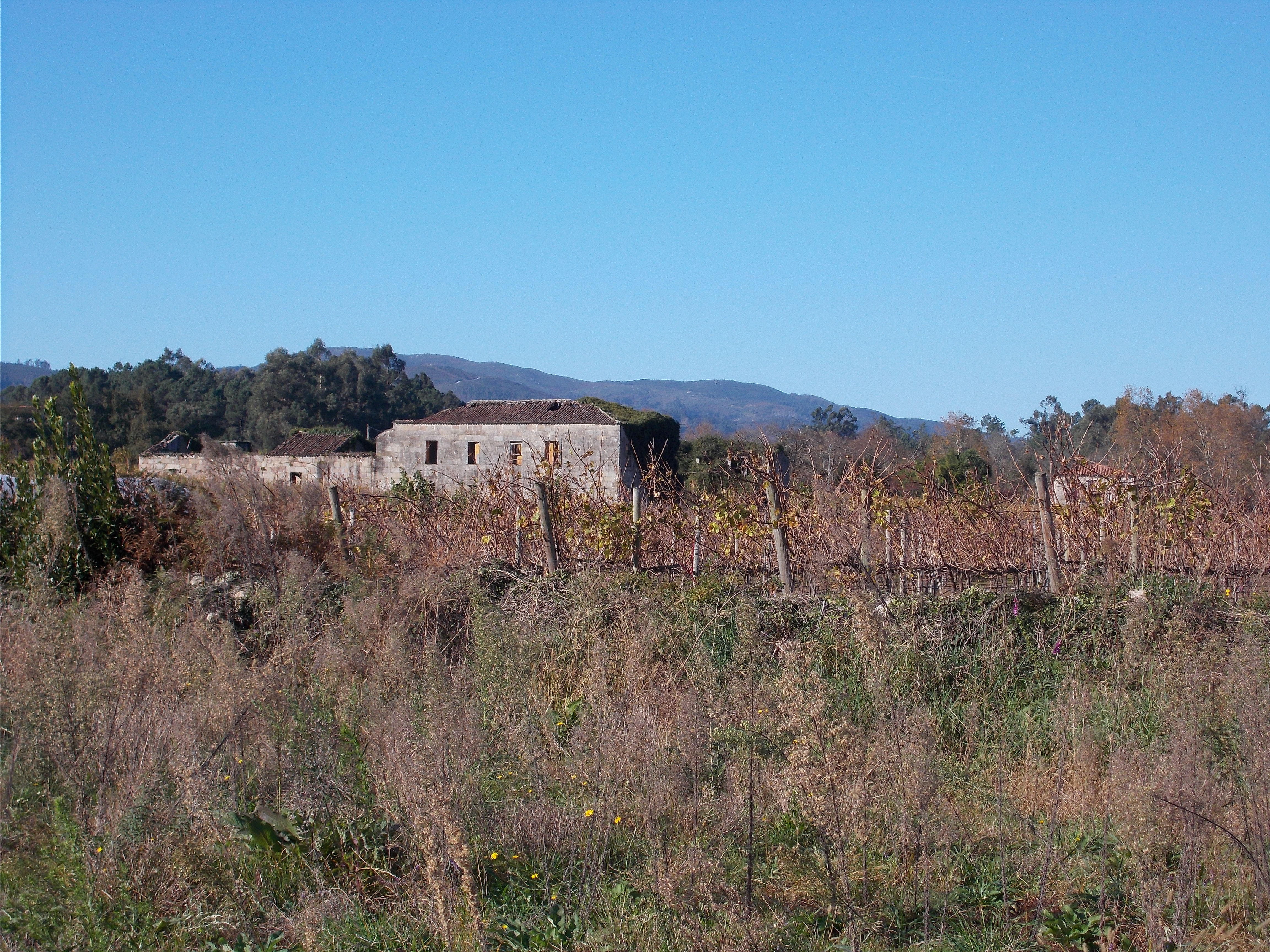
Paço de D. Sapo em Coucieiro

## Relações familiares
Teve apenas um descendente, Lourenço Gonçalves de Abreu, alcalde-mor de Lapela e senhor dos outros bens que herdou do pai, que participou com ele, na batalha dos Arcos de Valdevez.